# Onondaga (stamme)
 For alternative betydninger, se Onondaga (flertydig). (Se også artikler, som begynder med Onondaga)
Onondaga-folket (Onöñda'gega') eller Folket af Bakken er et folk af oprindelige amerikanere og en af de fem oprindelige stammer i Irokeserføderationen (Haudesonaunee). De er placeret i Onondaga County i New York i USA og ligger midt i Irokeserføderation. Det gjorde stammen ideel som mødepunkt for de fem oprindelige stammer.
Omkring 1162 indgik Onondagastammen en alliance med fire andre stammer, der endte med at blive starten på Irokeserføderationen.. I 1613 begyndte Onondagastammen at indgå diplomatiske relationer med hollænderne og senere andre europæiske kolonimagter. Grundet den store efterspørgsel af bæverskind blandt de europæiske handlere begyndte stammen sammen med Irokeserføderationen at angribe de omkringliggende stammer i en langvarig krig kendt som Bæverkrigene. Selv om Irokeserføderationen på dens højdepunkt kontrollerede områder fra nutidens Iowa til Ontario skrumpede deres land i det 18. århundrede. Samtidig steg spændinger mellem Onondagastammen og immigranterne, der besatte Onondaga stammens territorier. Diplomaten Canasatego prøvede at dulme spændingerne ved Lancaster-traktaten i 1744, men Onondagastammen mistede alligevel mere og mere land gennem årerne både officielt og uofficielt.
Da den amerikanske uafhængighedskrig begyndte i 1775 erklærede stammen sig neutral, men blev alligevel af invaderet af den kontinentale hær under ledelse af Goose van Schaick den 21. april 1779 i en militær ekspedition kendt som Van Schaick-ekspeditionen. Dette viste sig at være fatalt for stammen, der blev drevet fra sit land, der nu komplet blev overtaget af det nyopståede USA. De fleste onondagafolk flygtede til Canada, hvor mange stadig bor den dag i dag, selvom en del er flyttet tilbage til et onondagareservat opstået i deres gamle hjemland.